# I Get Around
«I Get Around» — второй сингл Тупака Шакура, с альбома Strictly 4 My N.I.G.G.A.Z., изначально который должен был выйти на альбоме группы Digital Underground, но был отдан Тупаку в надежде поднять популярность последнего. На треке присутствуют участники группы Digital Underground — Shock G и Money-B, которые вложили немалые силы в запись композиции.
Семплы взяты с «Computer Love» группы Zapp & Roger, и «Step in the Arena» группы Gang Starr.
Продюсер песни — Shock G, в своей книге «How to Rap» описал момент создания песни, о том, как Тупак написал рифмы к битам, и том, как Тупак переделал уже написанные версии стихов Shock G.
Brian McKnight в 1997 году использовал семпл трека в своей песне «Hold Me» с альбома «Anytime». Nicole Wray использовала семпл трека в своём сингле «I Like It».

## Коммерческий успех
«I Get Around» занял 11 строчку в чарте США Billboard Hot 100. Занял 5 место и продержался 25 недель в R&B хит-парадах США. Получил статус золотой записи в Ассоциации звукозаписывающей индустрии Америки (RIAA). Количество проданных копий достигло 700000.

## Дорожки
- 12"

1. «I Get Around» (LP version) - 4:19
2. «I Get Around» (vocal version) - 6:07
3. «Nothing but Love» - 5:04
4. «I Get Around» (remix) - 6:06
5. «I Get Around» (remix instrumental) - 6:04
6. «I Get Around» (7" remix) - 3:36

- 12"[4] *

1. «I Get Around» (remix) - 6:06
2. «I Get Around» (7" remix) - 3:36
3. «Holler If Ya Hear Me» (Broadway mix) - 4:31
4. «Flex» (при участии: Dramacydal) - 4:19

- 12"

1. «I Get Around» (LP version) - 4:19
2. «Keep Ya Head Up» (radio version) - 4:25
3. «Keep Ya Head Up» (LP version) - 4:25
4. «I Get Around» (radio version) - 4:19

(*) Редкий сингл, выпущенный исключительно в Германии.